# Thomas Ignatius Maria Forster
Thomas Ignatius Maria Forster (Londen in Koninkrijk Groot-Brittannië, 9 november 1789 –  Brussel in België, 2 februari 1860) was een Engelse astronoom, arts, natuuronderzoeker en filosoof. Hij was een vroege dierenrechtenactivist en mede-oprichter van de Animals' Friend Society. Hij publiceerde over tal van onderwerpen waaronder moraal, pythagoreïsche filosofie, vogeltrek en de door hem zelf bedachte pseudowetenschap frenologie.

## Biografie
Forster was de zoon van een plantkundige die een navolger was van Jean-Jacques Rousseau. Zijn belangstelling voor astronomie begon bij het verschijnen van de Grote Komeet van 1811. Hij schreef zich in aan de Universiteit van Cambridge om rechten te studeren, maar verliet spoedig deze richting en ging medicijnen studeren en behaalde in 1819 de graad van bachelor in de geneeskunde. 
Ondertussen studeerde hij viool, schreef composities voor dit instrument en hield zich bezig met Duitse liederen. Hij schreef een vaak herdrukte verhandeling over vogeltrek. De zesde druk van dit document ging vergezeld van een catalogus van gangbare vogelnamen. Hierin staan de eerste geldige beschrijvingen van zes geslachten van vogels waaronder Egretta (zilverreigers).
Verder bestudeerde hij luchtbewegingen. Volgens toen geldende ideeën werden infectieziekten daardoor verspreid. Hij verbleef zo nu en dan een paar jaar buiten Engeland, hij beheerste Latijn, Oudgrieks, Frans, Duits, Italiaans, Spaans en Welsh. Hij verkeerde in elitaire kringen die zich bezighielden met natuuronderzoek en kunst en was bevriend met beroemdheden zoals William Herschel, Percy Bysshe Shelley en William Whewell.
In 1833 verliet hij Engeland definitief. Tussen 1842 en 1852 woonde hij in Brugge. Daarna verhuisde hij naar Brussel en overleed daar in 1860.